# Campeonato Maranhense de Futebol de 1959
O Campeonato Maranhense de Futebol de 1959 foi a 38º edição da divisão principal do campeonato estadual do Maranhão. O campeão foi o Moto Club que conquistou seu 9º título na história da competição. O artilheiro do campeonato foi Joãozinho, jogador do Vitória do Mar, com 12 gols marcados.

## Premiação
| Campeonato Maranhense de 1959 |
| São Luís                      |
| ----------------------------- |
| Moto Club Campeão (9º título) |